# Partito Nazionale della Libertà
Il Partito Nazionale della Libertà (National Freedom Party in inglese) è un partito politico sudafricano, fondato il 25 gennaio 2011 da Zanele kaMagwaza-Msibi, ex segretario del partito della Libertà Inkata, assieme ad altri membri del partito.

## Ideologia
Il programma politico del partito si basa essenzialmente sulla difesa della Costituzione del Sudafrica, battendosi per l'emancipazione economica dei sudafricani e per il miglioramento dei servizi.  Nonostante questo partito sia attivo prettamente nella provincia del KwaZulu-Natal, difendendo i diritti del popolo Zulu, esso è presente anche nelle altre province. Sono presente un'organizzazione giovanile (NFP Women’s Movement), ed una femminile (NFP Youth Movement).

## Storia
Il partito si presenta per la prima volta alle elezioni generali in Sudafrica del 2014 eleggendo ben sei rappresentanti. Nel 2016 il partito non può prendere parte alle elezioni delle municipalità sudafricane per non aver versato la quota di partecipazione alla Commissione Indipendente Elettorale. Alle elezioni del 2019 il partito vede crollare i propri consensi, eleggendo solamente due rappresentanti. Zanele kaMagwaza-Msibi è morto il 6 settembre 2021.

## Risultati elettorali
| Elezione      | Voti    | %    | Seggi   |
| ------------- | ------- | ---- | ------- |
| Generali 2014 | 288 742 | 1,57 | 6 / 400 |
| Generali 2019 | 61 220  | 0,35 | 2 / 400 |